# Biblioteca Beinecke de libros raros y manuscritos

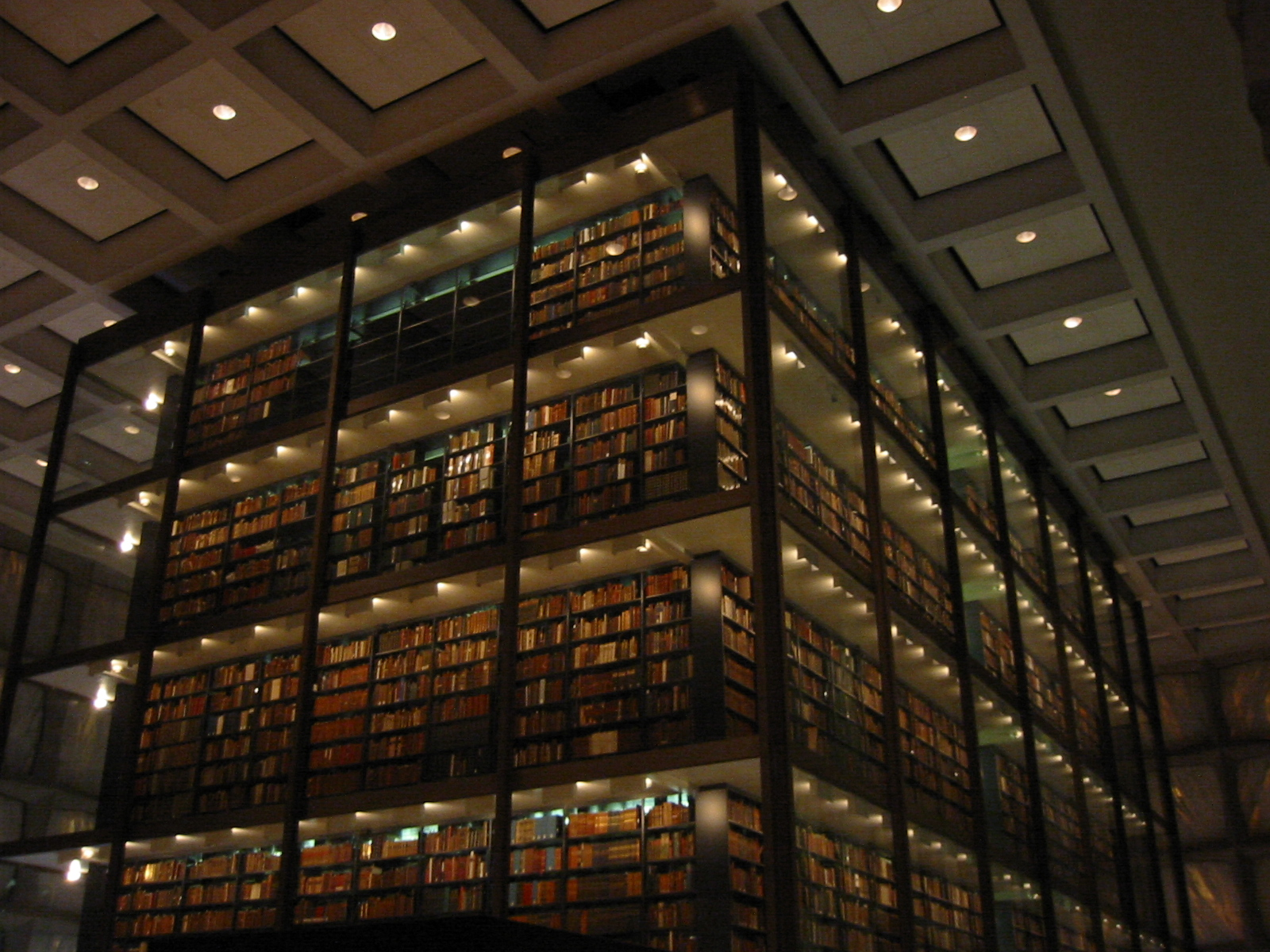
Interior de la biblioteca.

Biblioteca Beinecke de Manuscritos y Libros Raros (idioma inglés: Beinecke Rare Book and Manuscript Library) es el nombre por el que se conoce usualmente a la "Beinecke Rare Book Library" perteneciente a la Biblioteca de la Universidad Yale (New Haven (Connecticut), Estados Unidos).
Esta biblioteca es la actual poseedora, entre los muchos documentos de sus extensos fondos,varios ejemplares de obras manuscritas e iluminadas, como el Manuscrito Voynich, con la signatura "MS408", o un ejemplar de la primera biblia de Gutenberg (primer libro impreso en una imprenta de tipos móviles). Cuenta con los archivos personales de Edith Wharton, Alfred Stieglitz, Georgia O’Keeffe, Eugene O'Neill, Ezra Pound, Gertrude Stein, Walt Whitman y Witold Gombrowicz, entre muchos otros.
El edificio que alberga la Biblioteca fue construido entre 1960 y 1963, con el diseño de Gordon Bunshaft. Posee una fachada exenta de ventanas, construida a base de granito y mármol blanco de Vermont, tensado por una cuadrícula de hormigón, ya que gracias a las propiedades del material, similares a las del alabastro, y a los finos cortes de material introducidos en las ya mencionadas cuadrículas, permite el paso de la luz a través de él, dando una iluminación interior que gracias a la baja intensidad y la gama cromática que adquiere al atravesar la piedra, trasmite al visitante una ambientación acorde con los libros antiguos y los pergaminos que se exhiben en su interior.
En 1977, la biblioteca sufrió una plaga de escarabajos de la madera. La biblioteca fue pionera en una forma no tóxica de garantizar la seguridad de los materiales, al congelar cada volumen a -33 °F (-36 °C) durante tres días. Este método es ahora ampliamente aceptado como la mejor manera para preservar las colecciones especiales de todo el mundo y mantenerlas libres de plagas, la Biblioteca Beinecke congela todas las nuevas adquisiciones.

## Arquitectura
Una torre acristalada de seis pisos sobre el suelo con pilas de libros está rodeada por una fachada sin ventanas, sostenida por cuatro pilares monolíticos en las esquinas del edificio. El armazón exterior está soportado estructuralmente por un marco de acero con pilones incrustados a 50 pies (15 m) del lecho de roca en cada pilar de esquina. La fachada está construida con granito y mármol veteado translúcido . El mármol se muele hasta un espesor de 1,25 pulgadas (32 mm) y se extrajo de Danby, Vermont. . En un día soleado, el mármol transmite la luz del día filtrada al interior en un sutil resplandor ámbar dorado, producto de su perfil delgado. Estos paneles están enmarcados por una rejilla hexagonal de chapa de granito Vermont Woodbury, sujeta a un marco de acero estructural. Las dimensiones exteriores tienen proporciones matemáticas " platónicas " de 1: 2: 3 (alto: ancho: largo). El edificio ha sido denominado "caja de joyas",  y también "laboratorio de humanidades". La estructura modernista contiene muebles diseñados por Florence Knoll y Marcel Breuer . 
Un entresuelo elevado para exposiciones públicas rodea la torre de vidrio y muestra, entre otras cosas, una de las 48 copias existentes de la Biblia de Gutenberg . Dos plantas de sótano se extienden bajo gran parte del Cuadrángulo de Hewitt. El primer nivel secundario, el nivel "Court", se centra en un patio hundido frente al Beinecke, que presenta The Garden (Pyramid, Sun y Cube) . Se trata de esculturas alegóricas abstractas de Isamu Noguchi que se dice que representan el tiempo (la pirámide), el sol (el disco) y el azar (el cubo). Este nivel también cuenta con una sala de lectura segura .para investigadores visitantes, oficinas administrativas y áreas de almacenamiento de libros. El nivel del edificio dos pisos bajo tierra tiene estanterías de alta densidad de pasillos móviles para libros y archivos.
El Beinecke es uno de los edificios más grandes de Estados Unidos dedicado por completo a libros raros y manuscritos.  La biblioteca tiene espacio en la torre central para 180 000 volúmenes y espacio para más de 1 millón de volúmenes en las estanterías de libros subterráneas.  La colección de la biblioteca, que se encuentra tanto en el edificio principal de la biblioteca como en las estanterías de la biblioteca de la Universidad de Yale en Hamden, Connecticut , totaliza aproximadamente 1 millón de volúmenes y varios millones de manuscritos. 
Durante la década de 1960, la escultura de Claes Oldenburg Lipstick on Caterpillar Tracks (Ascendente) se exhibió en Hewitt Quadrangle. Desde entonces, la escultura se ha trasladado al patio de Morse College , uno de los dormitorios residenciales de la universidad.
La elegancia del Beinecke inspiró más tarde la estructura con paredes de vidrio que protege y muestra la colección principal original (los libros dados por el rey Jorge III y conocidos como la Biblioteca del Rey ) dentro del edificio de la Biblioteca Británica en Euston , Londres .

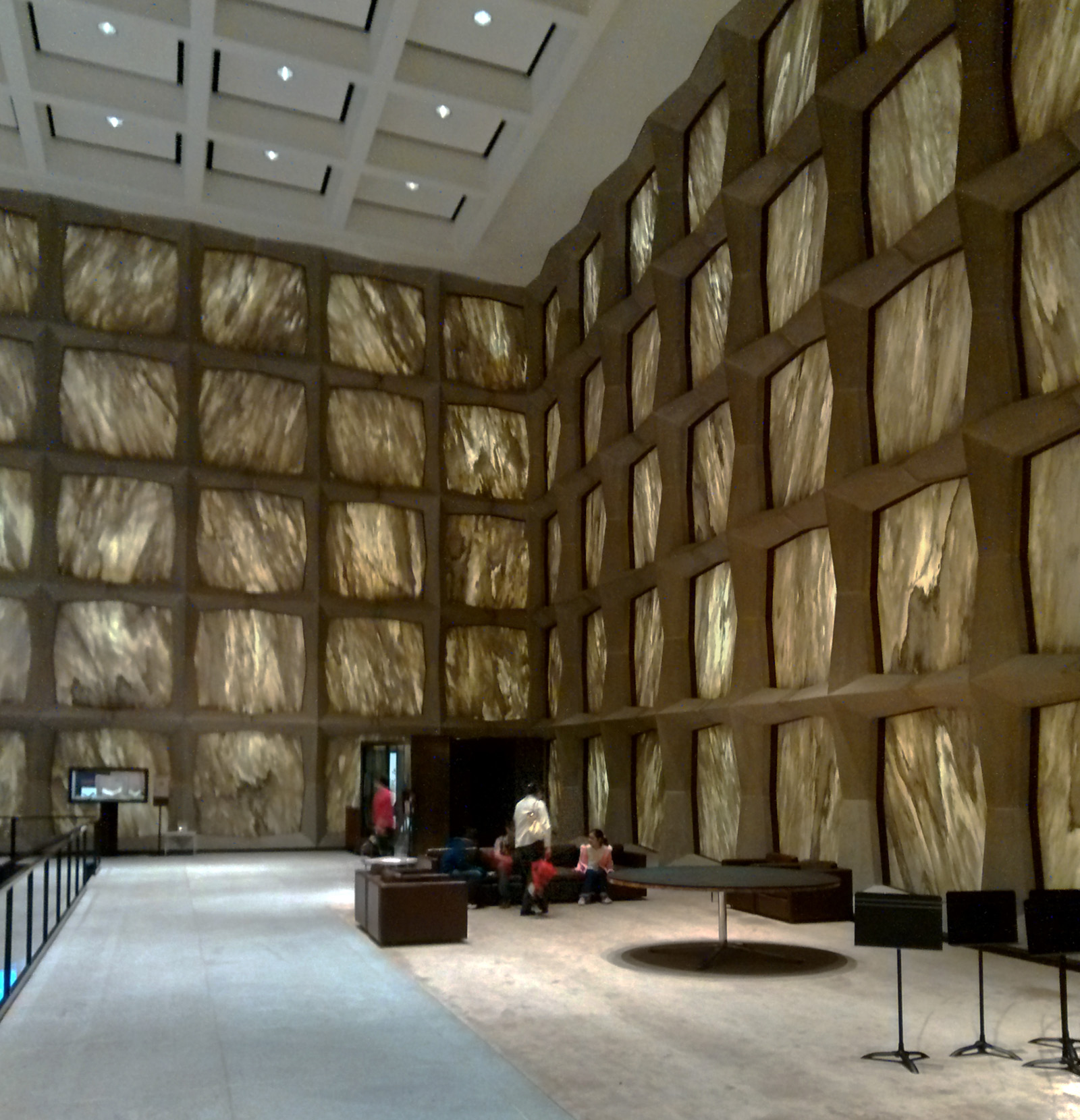
Durante el día la luz solar se filtra a través de los paneles de mármol
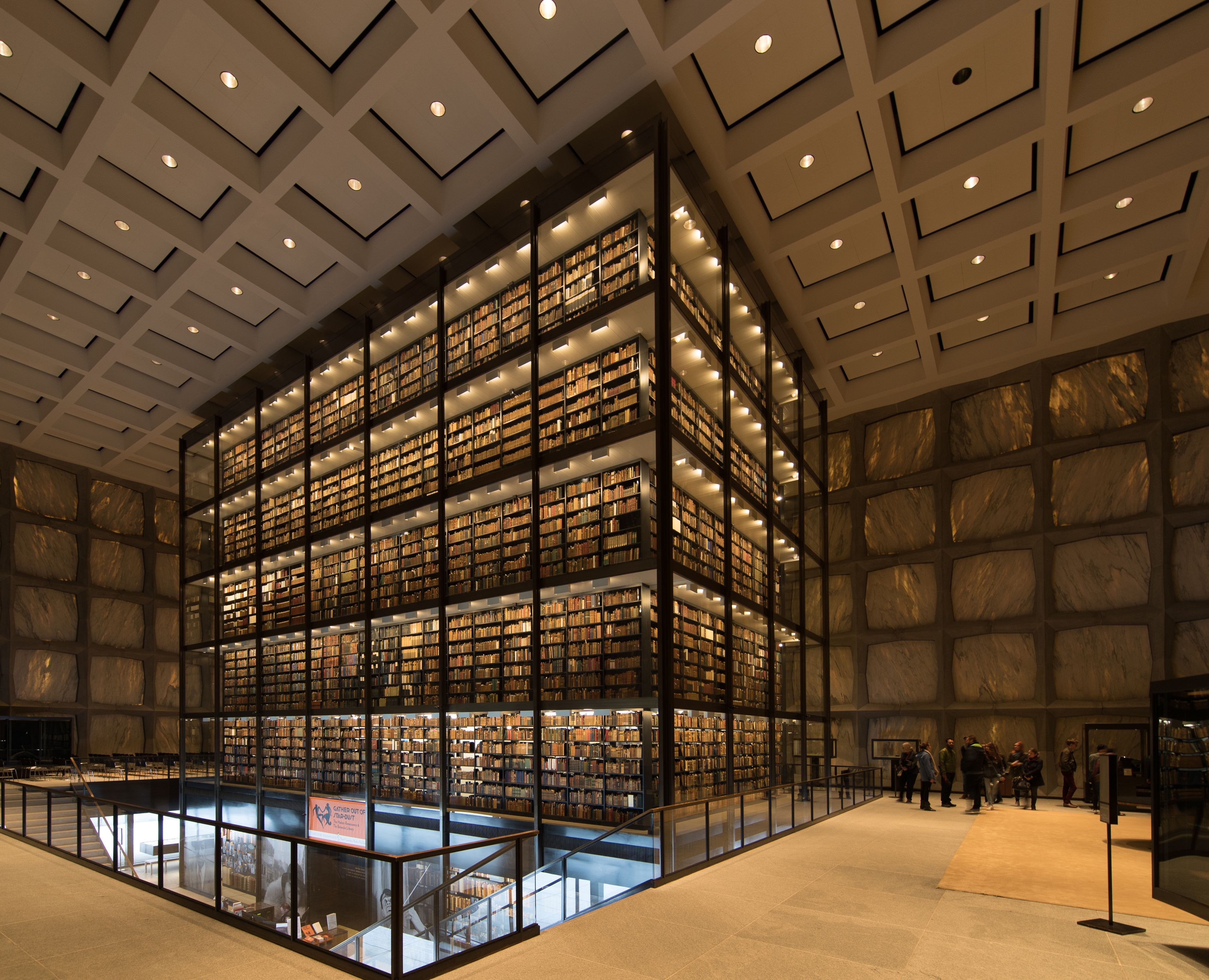
A nivel de la entrada. Inundado de luz solar
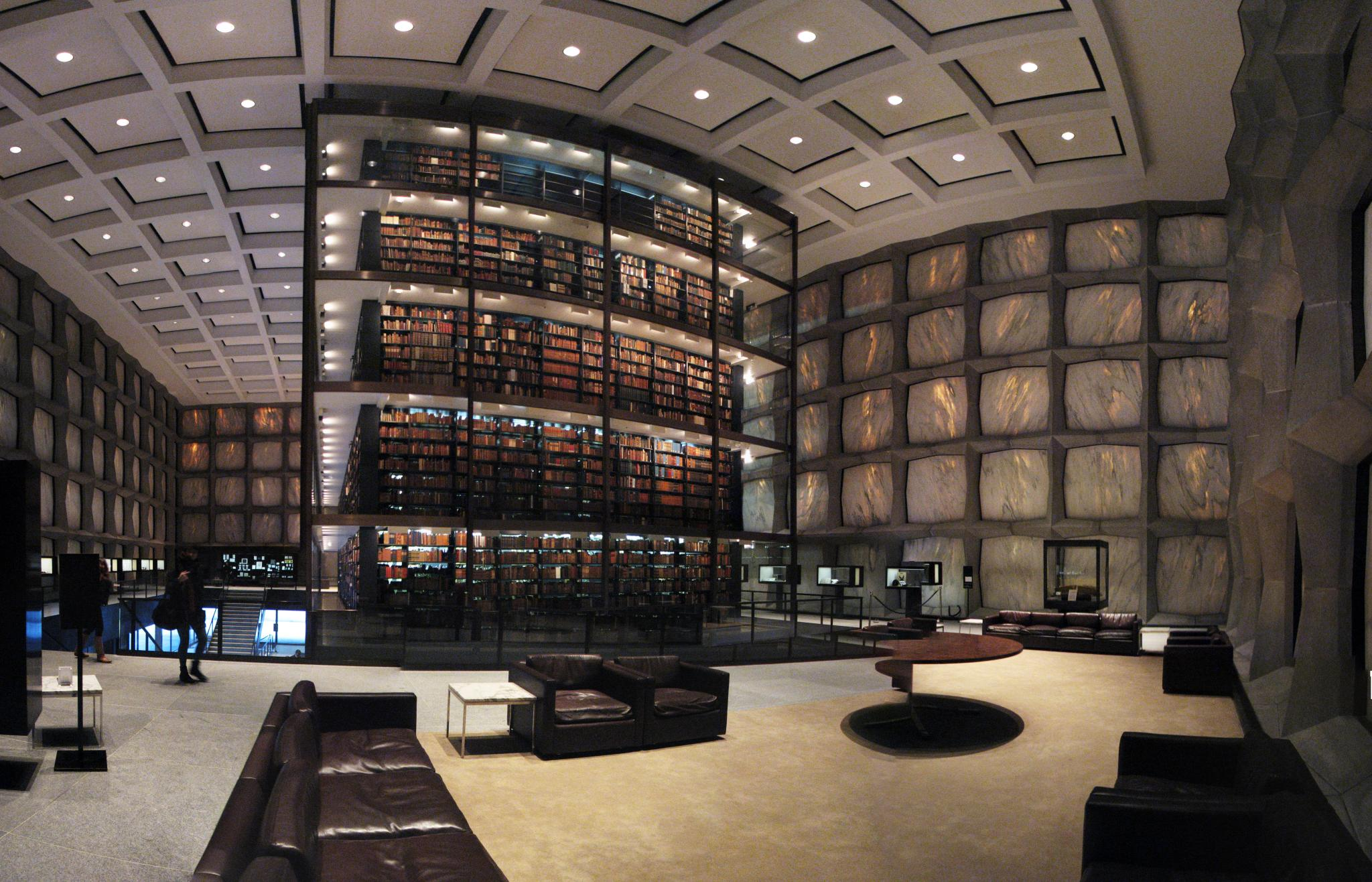
Panorámica del entrepiso de Beinecke  (Las líneas curvas son resultados de la fotografía con gran angular)

## Historia
A finales del siglo XIX, los libros raros y valiosos de la Biblioteca de la Universidad de Yale se colocaron en estanterías especiales en la Biblioteca de la Universidad, ahora conocida como Dwight Hall. Cuando la universidad recibió un legado multimillonario de John W. Sterling para la construcción de Sterling Memorial Library en 1918, la universidad decidió crear una sala de lectura dedicada a sus libros raros, que se convirtió en la Sala de libros raros del edificio cuando el edificio abrió en 1930. Debido a que el legado no incluía una asignación para libros o materiales, el profesor de inglés de Yale, Chauncey Brewster Tinker, solicitó a los alumnos de Yale que donaran materiales que darían a la universidad una colección tan monumental como su nuevo edificio. Cuando Sterling abrió, el atractivo de Tinker reunió una impresionante colección de libros raros, incluida una Biblia de Gutenberg de Anna M. Harkness y varias colecciones importantes de la familia Beinecke, sobre todo su colección sobre el oeste americano.
En 1958, la biblioteca poseía más de 130 000 volúmenes raros y muchos más manuscritos. La colección acumulada resultó demasiado grande para la sala de lectura de Sterling, y la sala de lectura no era adecuada para su conservación. Habiendo dado ya importantes colecciones a Yale, Edwin y Frederick W. Beinecke —así como Johanna Weigle, viuda de su hermano Walter— dieron fondos para construir un edificio dedicado a la biblioteca de libros raros. Cuando la Biblioteca Beinecke abrió el 14 de octubre de 1963, se convirtió en el hogar de los volúmenes de Rare Book Room y tres colecciones especiales: la Colección de Literatura Americana, la Colección Americana Occidental y la Colección de Literatura Alemana. Poco después, se les unió la colección James Marshall y Marie-Louise Osborn.
La Biblioteca Beinecke se convirtió en el depósito de libros de la colección de Yale impresos en cualquier lugar antes de 1800, libros impresos en América Latina antes de 1751, libros impresos en América del Norte antes de 1821, periódicos y folletos impresos en los Estados Unidos antes de 1851, tratados y folletos europeos impresos antes de 1801 y libros eslavos, de Europa del Este, del Cercano y Medio Oriente hasta el siglo XVIII, así como libros especiales fuera de estas categorías.
Ahora, la colección se extiende hasta la actualidad, e incluye obras modernas como libros de poesía y de artistas de edición limitada . La biblioteca también contiene miles de pies lineales de material de archivo, que van desde papiros antiguos y manuscritos medievales hasta documentos personales archivados de escritores modernos.